# Ніколоз Шеразадішвілі
Ніколоз Шеразадішвілі (груз. ნიკოლოზ შერაზადიშვილი, нар. 19 лютого 1996) — іспанський дзюдоїст грузинського походження, чемпіон світу, призер чемпіонату Європи.

## Спортивні результати на міжнародних змаганнях

### Виступи на Олімпіадах
| Змагання                    | Місце проведення | Вагова категорія | Місце      |
| --------------------------- | ---------------- | ---------------- | ---------- |
| Літні Олімпійські ігри 2020 | Токіо, Японія    | до 90 кг         | 7-ме місце |
| Літні Олімпійські ігри 2024 | Париж, Франція   | до 100 кг        | 5-те місце |

### Виступи на Чемпіонатах світу
| Змагання                     | Місце проведення    | Вагова категорія | Місце   |
| ---------------------------- | ------------------- | ---------------- | ------- |
| Чемпіонат світу з дзюдо 2015 | Астана, Казахстан   | до 90 кг         | 2 раунд |
| Чемпіонат світу з дзюдо 2017 | Будапешт, Угорщина  | до 90 кг         | 4 раунд |
| Чемпіонат світу з дзюдо 2018 | Баку, Азербайджан   | до 90 кг         | Золото  |
| Чемпіонат світу з дзюдо 2019 | Токіо, Японія       | до 90 кг         | 3 раунд |
| Чемпіонат світу з дзюдо 2021 | Будапешт, Угорщина  | до 90 кг         | Золото  |
| Чемпіонат світу з дзюдо 2022 | Ташкент, Узбекистан | до 100 кг        | 3 раунд |

### Виступи на Європейських іграх
| Змагання              | Місце проведення  | Вагова категорія | Місце   |
| --------------------- | ----------------- | ---------------- | ------- |
| Європейські ігри 2015 | Баку, Азербайджан | до 90 кг         | 3 раунд |
| Європейські ігри 2019 | Мінськ, Білорусь  | до 90 кг         | 2 раунд |

### Виступи на Чемпіонатах Європи
| Змагання                      | Місце проведення    | Вагова категорія | Місце   |
| ----------------------------- | ------------------- | ---------------- | ------- |
| Чемпіонат Європи з дзюдо 2016 | Казань, Росія       | до 90 кг         | 1 раунд |
| Чемпіонат Європи з дзюдо 2017 | Варшава, Польща     | до 90 кг         | 2 раунд |
| Чемпіонат Європи з дзюдо 2018 | Тель-Авів, Ізраїль  | до 90 кг         | Бронза  |
| Чемпіонат Європи з дзюдо 2020 | Прага, Чехія        | до 90 кг         | 5 місце |
| Чемпіонат Європи з дзюдо 2021 | Лісабон, Португалія | до 90 кг         | 2 раунд |
| Чемпіонат Європи з дзюдо 2022 | Софія, Болгарія     | до 100 кг        | Бронза  |
| Чемпіонат Європи з дзюдо 2023 | Монпельє, Франція   | до 100 кг        | Бронза  |